# Andréas Dimitríou
Pour les articles homonymes, voir Dimitríou.
 (novembre 2019).
Si vous disposez d'ouvrages ou d'articles de référence ou si vous connaissez des sites web de qualité traitant du thème abordé ici, merci de compléter l'article en donnant les références utiles à sa vérifiabilité et en les liant à la section « Notes et références ».
Andreas Panteli Dimitriou (né le 15 août 1950 à Famagouste, Chypre), est un psychologue et une personnalité politique chypriote. Il est ministre de l'Éducation et de la Culture entre 2008 et 2011.